# 産山村立山鹿小学校
産山村立山鹿小学校（うぶやまそんりつ やまがしょうがっこう）は、熊本県阿蘇郡産山村山鹿にかつて存在した小学校。

## 沿革
産山南部小学校
- 1873年（明治3年）10月 - 谷大利に大利小学校創設。
- 1892年（明治25年）- 大利尋常小学校と改称
- 1902年（明治35年）- 山鹿尋常小学校分教場となる。
- 1946年（昭和21年）3月31日 - 産山南部国民学校と改称
- 1947年（昭和22年）4月1日 - 産山村立産山南部小学校と改称
- 1977年（昭和52年）3月31日 - 山鹿小学校へ統合

山鹿小学校
- 1874年（明治7年）- 上山鹿に創設。平川分校設置。御湯舟に産山小学校創設。
- 1879年（明治12年）- 仲山鹿に小学校分立。
- 1884年（明治17年）- 両校が合併し仏供田に移転。山鹿学校、田尻学校、産山学校が合併し聯色学校となり、山鹿校を本校、産山校を産山授業所、平川分校を平川授業所に改称し、小迫授業所を設置。
- 1887年（明治20年）- 山鹿本校を山鹿小学校、産山校を産山小学校と改称し、平川授業所、小迫授業所廃止。
- 1892年（明治25年）- 山鹿小学校を山鹿尋常小学校、産山小学校を産山尋常小学校と改称。
- 1902年（明治35年）6月17日 - 山鹿尋常小学校、産山尋常小学校の分教場として田尻尋常小学校、大利尋常小学校設置。
- 1905年（明治38年）
  - 3月31日 - 合併し、山鹿尋常小学校となる。他は分教場となる。
  - 4月1日 - 山鹿尋常高等小学校と改称。
- 1912年（明治45年）4月 - 本校と産山分教場が合併し分教場廃止
- 1914年（大正3年）4月 - 山鹿尋常高等小学校と改称
- 1941年（昭和16年）
  - 3月31日 - 田尻分教場独立。
  - 4月1日 - 山鹿国民学校と改称
- 1946年（昭和21年）3月31日 - 大利分教場独立
- 1947年（昭和22年）4月1日 - 産山村立山鹿小学校と改称
- 1977年（昭和52年）3月31日 - 産山南部小学校を統合
- 2007年（平成19年）3月31日 - 産山村立産山北部小学校、産山村立産山中学校と統合し小中一貫校の産山村立産山小中学校となる。

## 学校周辺
- 熊本県道・大分県道131号笹倉久住線
- 産山村役場